# Masacrul din Mai Kadra
Masacrul din Mai Kadra a fost o serie de epurări etnice și crime în masă efectuate în perioada 9-10 noiembrie 2020 în orașul Mai Kadra din statul Tigrai din nordul Etiopiei, lângă granița sudaneză. Responsabilitatea a fost atribuită tinerilor "Samri" loiali Frontului de Eliberare al Poporului Tigrin (FEPT), după anchetele preliminare efectuate de Amnesty International și Comisia pentru drepturile omului din Etiopia (CDOE), și milițiilor amarane, după interviurile realizate în Sudan de către Thomson Reuters și Financial Times.